# Thomas Alan Shippey
Thomas Alan Shippey, né le 9 septembre 1943 à Calcutta, est un universitaire britannique spécialisé en littérature médiévale qui s'intéresse notamment à la littérature anglaise anglo-saxonne mais aussi à la science-fiction, à la fantasy moderne et surtout aux travaux de J. R. R. Tolkien à propos desquels il a écrit plusieurs études. On le considère comme étant l'un des universitaires s'intéressant à Tolkien faisant le plus autorité. Il a quitté la chaire de sciences humaines autrefois occupée par Walter J. Ong au Collège des arts et sciences de l'université de Saint-Louis en 2008. 
Sa vie et sa carrière ont souvent croisé les propres pas de Tolkien : comme ce dernier, Shippey a suivi une partie de sa scolarité à la King Edward's School à Birmingham et a enseigné le vieil anglais à l'université d'Oxford ; il a également occupé la même chaire que lui à l'Université de Leeds.
En plus de ses propres travaux, il a dirigé un certain nombre de collections comme The Oxford Book of Science Fiction Stories et, a été le rédacteur en chef de Studies in Medievalism. Il fait partie du bureau éditorial de Tolkien Studies : An Annual Scholarly Review.
Il est avec Harry Harrison, sous son pseudonyme John Holm, le coauteur de The Hammer and the Cross, une trilogie de romans qui alternent uchronie et fantasy.